# Girecourt-sur-Durbion
Girecourt-sur-Durbion és un municipi francès, situat al departament dels Vosges i a la regió del Gran Est. L'any 2007 tenia 304 habitants.

## Demografia

### Població
El 2007 la població de fet de Girecourt-sur-Durbion era de 304 persones. Hi havia 116 famílies, de les quals 24 eren unipersonals (8 homes vivint sols i 16 dones vivint soles), 40 parelles sense fills, 48 parelles amb fills i 4 famílies monoparentals amb fills.
La població ha evolucionat segons el següent gràfic:
Habitants censats

### Habitatges
El 2007 hi havia 131 habitatges, 117 eren l'habitatge principal de la família, 3 eren segones residències i 11 estaven desocupats. 123 eren cases i 8 eren apartaments. Dels 117 habitatges principals, 102 estaven ocupats pels seus propietaris, 13 estaven llogats i ocupats pels llogaters i 2 estaven cedits a títol gratuït; 1 tenia dues cambres, 8 en tenien tres, 17 en tenien quatre i 91 en tenien cinc o més. 111 habitatges disposaven pel capbaix d'una plaça de pàrquing. A 49 habitatges hi havia un automòbil i a 61 n'hi havia dos o més.

### Piràmide de població
La piràmide de població per edats i sexe el 2009 era:
| Homes | Edats   | Dones |
| ----- | ------- | ----- |
| 0     | 95 o +  | 0     |
| 0     | 90 a 94 | 0     |
| 0     | 85 a 89 | 4     |
| 4     | 80 a 84 | 0     |
| 8     | 75 a 79 | 8     |
| 16    | 70 a 74 | 4     |
| 8     | 65 a 69 | 8     |
| 0     | 60 a 64 | 4     |
| 4     | 55 a 59 | 0     |
| 24    | 50 a 54 | 16    |
| 8     | 45 a 49 | 8     |
| 0     | 40 a 44 | 16    |
| 8     | 35 a 39 | 8     |
| 8     | 30 a 34 | 12    |
| 20    | 25 a 29 | 12    |
| 8     | 20 a 24 | 8     |
| 8     | 15 a 19 | 8     |
| 28    | 10 a 14 | 4     |
| 16    | 5 a 9   | 0     |
| 4     | 0 a 4   | 12    |

## Economia
El 2007 la població en edat de treballar era de 197 persones, 154 eren actives i 43 eren inactives. De les 154 persones actives 147 estaven ocupades (82 homes i 65 dones) i 7 estaven aturades (3 homes i 4 dones). De les 43 persones inactives 18 estaven jubilades, 10 estaven estudiant i 15 estaven classificades com a «altres inactius».

### Ingressos
El 2009 a Girecourt-sur-Durbion hi havia 123 unitats fiscals que integraven 324,5 persones, la mediana anual d'ingressos fiscals per persona era de 17.863 €.

### Activitats econòmiques
Dels 11 establiments que hi havia el 2007, 4 eren d'empreses de construcció, 5 d'empreses de comerç i reparació d'automòbils, 1 d'una empresa immobiliària i 1 d'una empresa de serveis.
Dels 3 establiments de servei als particulars que hi havia el 2009, 1 era un paleta, 1 lampisteria i 1 electricista.
Dels 2 establiments comercials que hi havia el 2009, 1 era una fleca i 1 una botiga de material de revestiment de parets i terra.
L'any 2000 a Girecourt-sur-Durbion hi havia 7 explotacions agrícoles que ocupaven un total de 273 hectàrees.

## Equipaments sanitaris i escolars
El 2009 hi havia una escola elemental integrada dins d'un grup escolar amb les comunes properes formant una escola dispersa.

## Poblacions més properes
El següent diagrama mostra les poblacions més properes.